# Henri Victor Regnault

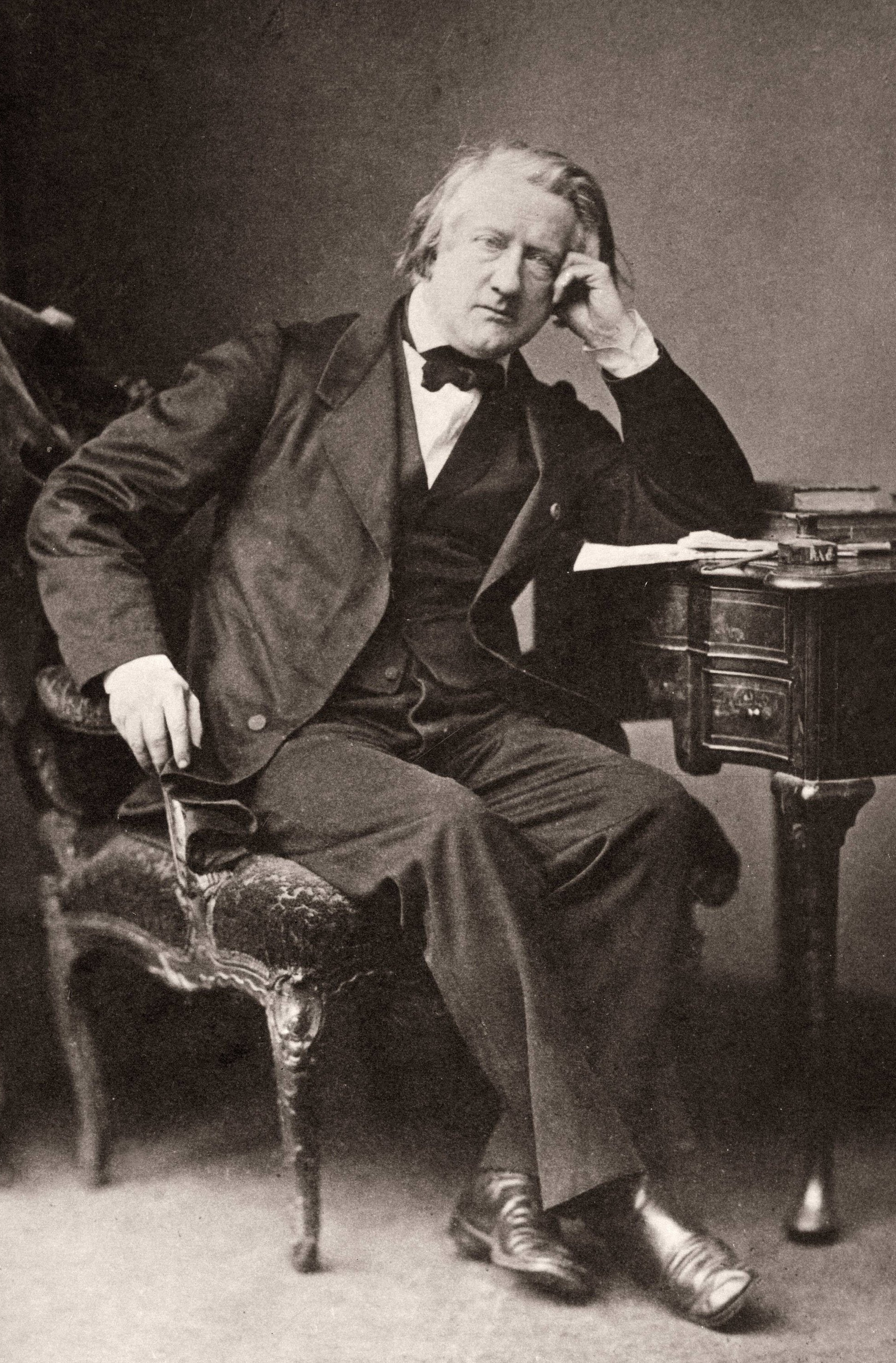
Henri Victor Regnault

Henri Victor Regnault (* 21. Juli 1810 in Aachen; † 19. Januar 1878 in Auteuil) war ein französischer Physiker und Chemiker.
Regnault verlor mit acht Jahren seine Eltern und ging darauf nach Paris. Bis er 18 war, arbeitete er in einer Möbelfabrik.
Ab 1830 besuchte er die École polytechnique in Paris, die er 1832 mit einem Bergbauexamen abschloss. Er war danach im Bergbau beschäftigt und wurde anschließend Professor in Lyon.
Später arbeitete er unter Justus von Liebig an der Universität Gießen, wo er über Untersuchungen zur Synthese chlorierter Kohlenwasserstoffe zur Organischen Chemie fand.
Aufgrund seiner Abhandlung L’action du chlore sur l’éther chlorhydrique wurde er 1840 Mitglied der Akademie der Wissenschaften und Professor für Chemie an der École polytechnique in Paris. Er erhielt 1841 einen Lehrstuhl für Physik am Collège de France und wurde 1847 Chefingenieur des Bergbauwesens.
Er erstellte ab 1843 Tabellen zur Strömungsmechanik, veröffentlichte sie 1847 und erhielt dafür die Rumford Medal of the Royal Society of London.
Einige seiner Studenten wurden später berühmte Wissenschaftler, zum Beispiel der Physiker Jean Bernard Léon Foucault (1819–1868), der Chemiker Robert Wilhelm Bunsen (1811–1899), der Botaniker Georges Ville (1824–1897) und der Physiologe Jules Reiset (1818–1896), die im Labor von Regnault im Collège de France bei ihm arbeiteten. An der École polytechnique war er 1845/46 Mentor des schottischen Physikers William Thomson (1824–1907).
Ab 1847 war er korrespondierendes und ab 1863 auswärtiges Mitglied der Preußischen Akademie der Wissenschaften. Die Russische Akademie der Wissenschaften in Sankt Petersburg nahm ihn 1848 als korrespondierendes Mitglied auf. 1853 wählte ihn die Bayerische Akademie der Wissenschaften zu ihrem auswärtigen Mitglied, die Porzellanmanufaktur in Sèvres ernannte Regnault im folgenden Jahr zum Direktor. 1855 wurde Regnault in die American Academy of Arts and Sciences gewählt. Ab 1852 war er auswärtiges Mitglied (Foreign Member) der Royal Society und ab 1855 Ehrenmitglied (Honorary Fellow) der Royal Society of Edinburgh. 1859 wurde er zum auswärtigen Mitglied der Göttinger Akademie der Wissenschaften gewählt, 1860 der Königlich Niederländischen Akademie der Wissenschaften, 1865 der National Academy of Sciences und 1868 der Königlichen Akademie von Belgien.
In Sèvres beschäftigte er sich weiters mit den Wärmezuständen von Festkörpern sowie der Thermodynamik der Gase und Dämpfe. Er entwarf hochempfindliche Thermometer, Hygrometer und Kalorimeter und nahm Messungen zu spezifischer Wärme, Wärmekapazität (u. a. Bestätigung des Dulong-Petit-Gesetzes) und der Wärmeausdehnung von Gasen vor. Er fand heraus, dass nicht alle Gase gleich expandieren und dass das Boylesche Gesetz nur eine Näherung für Temperaturen nahe dem Siedepunkt ist.
Regnault entdeckte auch die Stoffe Tetrachlorkohlenstoff, Vinylchlorid und Trichloräthylen. Er war Amateurfotograf und wurde 1854 Gründungspräsident der Société Française de Photographie.
Im Deutsch-Französischen Krieg (1870/71) wurde sein Labor in Sèvres zerstört und sein Sohn Alex-Georges-Henri Regnault starb. Er zog sich daraufhin aus der Wissenschaft zurück und starb am 19. Januar 1878 in Auteuil.
Die ideale Gaskonstante R = 8.31441 J/(mol·K) soll nach ihm benannt sein. Er ist namentlich auf dem Eiffelturm verewigt, siehe Die 72 Namen auf dem Eiffelturm. Der Mondkrater Regnault wurde nach ihm benannt.

## Werke
- Regnault-Strecker’s kurzes Lehrbuch der Chemie. Vieweg, Braunschweig 1851 Digitalisierte Ausgabe der Universitäts- und Landesbibliothek Düsseldorf
  - 2. Organische Chemie. 1853
  - 1. Anorganische Chemie. 3., verb. Aufl. 1855
  - 2. Organische Chemie. 2. Aufl.1857
  - 1. Anorganische Chemie. 4. Aufl.1858
  - 1. Anorganische Chemie. 9., neu bearb. Aufl. / von Johannes Wislicenus. 1877